# Seznam slovenskih članov Evropske akademije znanosti in umetnosti
Seznam slovenskih članov Evropske akademije znanosti in umetnosti.

## I - humanistika
- Irena Avsenik Nabergoj
- France Bernik (tudi senator in častni senator Akademije) †
- Kajetan Gantar †
- Janez Orešnik †
- Damjan Prelovšek
- Peter Štih
- Boštjan Marko Turk

## II - medicina
- Zoran-Marij Arnež
- Vinko Vincenc Dolenc †
- Nina Gale
- Božo Kralj †
- Dušan Šuput
- Jože V. Trontelj †

## III - umetnost
- Janez Bernik †
- Srečo Dragan
- Jani Golob
- Drago Jančar
- Milček Komelj
- Uroš Krek †
- Ciril Zlobec †

## IV - naravoslovne znanosti
- Marija Bešter Rogač
- Robert Blinc †
- Matija Drovenik †
- Ivan Gams †
- Matija Gogala
- Jože Maček
- Ernest Mayer †
- Dušan Repovš (matematik)
- Branko Stanovnik (tudi dekan Akademije)
- Jurij Svete
- Miha Tišler †
- Dragica Turnšek †
- Boštjan Žekš

## V - družbene vede, pravo in ekonomija
- Vlado Dimovski
- Ivo Fabinc †
- Jože Mencinger †
- Matjaž Mulej
- Danilo Požar †
- Dušan Radonjič
- Ludvik Toplak

## VI - tehnične in okoljske znanosti
- Maks Babuder
- Valter Doleček †
- Timi Ećimović †
- Igor Emri
- Ivan Rozman
- Franc Solina
- Žiga Turk

## VII - svetovne religije
- Anton Jamnik
- Janez Juhant
- Jože Krašovec
- Stanislav Ojnik †
- Franc Rode
- Alojzij Slavko Snoj
- Alojzij Šuštar †
- Alojzij Uran †